# Ivémbéni-Bandasamoulini
Ivémbéni-Bandasamoulini este un oraș în Comore, în  insula autonomă Grande Comore. În 2012 avea o populație de 4260, iar la recensământul din 1991 avea 2806 locuitori.